# Madredeus
Madredeus – portugalski zespół wykonujący tradycyjną muzykę portugalską bezpośrednio inspirowaną fado, założony w 1985 roku. Międzynarodową popularność przyniósł mu w 1994 występ w filmie Lisbon Story.
W listopadzie 2007 r. Teresa Salgueiro ogłosiła, że opuszcza Madredeus i zespół tymczasowo zawiesza działalność. Rok później powrócił jako Madredeus & A Banda Cosmica.
W kwietniu 2012 roku Madredeus ogłosił swój nowy album Essencia. Ten album jest podróżą po muzyce Madredeus przez 25 lat od jej powstania. Madredeus przedstawił także nowy skład: Beatriz Nunes (śpiew), Pedro Ayres de Magalhães (gitara), Carlos Maria Trinidade (syntezator), Jorge Varrecoso (skrzypce), Antonio Figueirido (skrzypce) i Luis Clode (wiolonczela).

## Skład
- Teresa Salgueiro – śpiew (w 2007 roku odeszła z zespołu),
- Beatriz Nunes – śpiew (od 2012)
- Pedro Ayres Magalhaes – gitara klasyczna,
- Jose Peixoto – gitara klasyczna,
- Carlos Maria Trindade – instrumenty klawiszowe,
- Fernando Judice – basowa gitara akustyczna

## Dyskografia
- Os Dias da MadreDeus (1987)
- Existir (1990)
- Lisboa (1992, live)
- O Espirito da Paz (1994)
- Ainda (1995, ścieżka dźwiękowa do filmu Lisbon Story)
- O Paraíso (1997)
- O Porto (1998)
- Antologia (2000)
- Movimento (2001)
- Euforia (2002)
- Electronico (2002)
- Um Amor Infinito (2004)
- Faluas do Tejo (2005)
- Metafonia (2008, feat A Banda Cósmica)
- A Nova Aurora (2009, feat A Banda Cósmica)
- Castelos na Areia (2010, feat A Banda Cósmica)
- Essência – (2012)
- Antologia (2012, kompilacja „Best of”, 1987–2007)
- Capricho Sentimental (2015)